# Solvens II-direktivet
Solvens II-direktivet är ett europeiskt direktiv. Namnet kommer från engelskans solvency, betalningsförmåga. Solvens är ett mått på hur väl ett bolag eller en person kan infria sina åtaganden. För försäkringsbolag är solvens viktig, eftersom det säkrar att bolaget har tillgångar att ersätta sina försäkringstagare med vid ett försäkringsfall. Krav på att ett försäkringsbolag ska vara solvent har funnits redan innan Solvens II-direktivet, men reglerna i Europa skiljer sig åt, vilket gör att det på europeisk nivå har ansetts vara svårt att garantera försäkringstagarnas skydd. Vidare har finanskrisen från 2008 bidragit till en ökad oro inom Europeiska kommissionen.
Kommissionen har arbetat med direktivet sedan 2001. Syftet med den nya regleringen är dels att skapa en bättre konkurrens mellan försäkringsbolagen, genom att reglerna blir lika för alla aktörer, dels ett förstärkt konsumentskydd för försäkringstagarna. Direktivet innebär att man inför en riskbaserad kapitaltäckningsberäkning för försäkringsbolag (jfr. dagens volymbaserade regelverk) och är i likhet med andra EU-direktiv principbaserade (i motsats till äldre regelbaserade direktiv). Andra principbaserade direktiv är Basel II, Basel III och det tredje penningtvättsdirektivet. Med principbaserat avses att regelverket inte anger detaljerade regler för hur företagen ska kunna leva upp kraven utan anger vilka principer som ska gälla och lämnar öppet för en tillämpning inom direktivets ramar så länge detta uppfyller direktivets krav. 
Det kommande EG-direktivet kommer att ersätta drygt 17 tidigare direktiv. En stor följdförändring är att man ger utökad makt till en ny myndighet - EIOPA. EIOPA har för avsikt att vara en europeisk tillsynsmyndighet för liv-, sak- och återförsäkringsbolag och ersätter CEIOPS. CEIOPS är en kommitté som är sammansatt av de olika tillsynsmyndigheterna inom EU. En förutsättning för EIOPA:s tillskapande är att EU antar OMNIBUS II-direktivet. Vidare är Solvens II ett av de första direktiv som införs enligt Lamfalussyprocessen.
Regelverket skulle enligt den ursprungliga tidsplanen vara implementerat senast 31 oktober 2012 i EU:s medlemsländer, men efter förseningar med bland annat OMNIBUS II fick tidsplanen revideras, först till 2014, och faktiskt införandedatum blev den 1 januari 2016.